# George E. Waldo
George Ernest Waldo (* 11. Januar 1851 in Brooklyn, New York; † 16. Juni 1942 in Pasadena, Kalifornien) war ein US-amerikanischer Jurist und Politiker. Zwischen 1905 und 1909 vertrat er den Bundesstaat New York im US-Repräsentantenhaus.

## Werdegang
George Ernest Waldo wurde ungefähr drei Jahre nach dem Ende des Mexikanisch-Amerikanischen Krieges in der damals noch eigenständigen Stadt Brooklyn geboren und wuchs dort auf. In dieser Zeit besuchte er öffentliche Schulen dort und in Scotland (Connecticut). Dann ging er auf die Doctor Fitch’s Academy in South Windham, die Natchaug High School in Willimantic und studierte zwei Jahre an der Cornell University in Ithaca. Er war in der Abschlussklasse von 1872. Danach studierte er Jura in New York City. Seine Zulassung als Anwalt erhielt er 1876 in Poughkeepsie und praktizierte dann zwischen 1876 und 1883 in New York City sowie zwischen 1883 und 1889 in Ulysses (Nebraska). Waldo war mehrere Jahre Staatsanwalt (village attorney) in Ulysses. Er war vier Jahre lang Mitglied im Baord of Trustees sowie Schuldirektor der Ulysses High School. 1889 kehrte er nach New York City zurück. Er saß dann 1896 in der New York State Assembly. Zwischen 1899 und 1904 war er Commissioner of Records in Kings County.
Politisch gehörte er der Republikanischen Partei an. Er nahm 1900 an der Republican National Convention in Philadelphia teil. Bei den Kongresswahlen des Jahres 1904 wurde Waldo im fünften Wahlbezirk von New York in das US-Repräsentantenhaus in Washington, D.C. gewählt, wo er am 4. März 1905 die Nachfolge von Edward Bassett antrat. Eine Wiederwahl erfolgte im Jahr 1906. Da er auf eine erneute Kandidatur zwei Jahre später verzichtete, schied er nach dem 3. März 1909 aus dem Kongress aus.
Er war dann in New York City wieder als Anwalt tätig. 1913 zog er nach Los Angeles und von dort fünf Jahre später nach Pasadena, wo er seine frühere Tätigkeit fortsetzte. Er verstarb während des Zweiten Weltkriegs am 16. Juni 1942 in Pasadena. Sein Leichnam wurde eingeäschert und die Asche auf dem New Cemetery in Scotland, Connecticut, beigesetzt.